# Ratzerod bei Neuengronau
Ratzerod bei Neuengronau ist ein Naturschutzgebiet und FFH-Gebiet auf dem Gebiet der Gemeinde Sinntal im Main-Kinzig-Kreis in Hessen. Das Naturschutzgebiet liegt nordwestlich des Sinntaler Ortsteils Neuengronau. Unweit nördlich liegt das Dreiländereck.

## Bedeutung
Das 75,27 ha große Gebiet mit der Kennung 1435036 ist seit dem Jahr 1985 als Naturschutzgebiet ausgewiesen. Es steht unter Naturschutz, um „die einschürigen Bergwiesen und angrenzenden Waldbereiche mit einer sehr artenreichen und bestandsgefährdeten Tier- und Pflanzenwelt zu erhalten und in ihrem Bestand zu sichern“.